# Natação no Campeonato Mundial de Esportes Aquáticos de 2024 - 200 m borboleta feminino

A prova dos 200 metros borboleta feminino da natação no Campeonato Mundial de Esportes Aquáticos de 2024 foi realizada nos dias 14 e 15 de fevereiro de 2024 em Doha, no Catar.

## Formato da competição
A competição consiste em três rodadas: eliminatórias, semifinais e final. As nadadoras com os 16 melhores tempos nas baterias preliminares avançam as semifinais. Já as nadadoras com os 8 melhores tempos nas semifinais avançam a final. Desempates (swim-offs) são utilizados conforme necessário para quebrar os empates de avanço a próxima rodada.

## Cronograma
Todos os horários estão na hora local (UTC+3).
| Data            | Hora  | Evento        |
| --------------- | ----- | ------------- |
| 14 de fevereiro | 10:34 | Eliminatórias |
| 14 de fevereiro | 20:16 | Semifinais    |
| 15 de fevereiro | 19:02 | Final         |

## Recordes
Antes desta competição, os recordes mundiais e do campeonato nesta prova eram os seguintes:
| Tipo                  | Atleta            | Tempo     | Local | Data                  |
| --------------------- | ----------------- | --------- | ----- | --------------------- |
|                       | Liu Zige          | 2m 01s 81 | Jinan | 21 de outubro de 2009 |
| Recorde do campeonato | Jessicah Schipper | 2m 03s 41 | Roma  | 30 de julho de 2009   |

## Medalhistas
| Ouro                          | Prata                             | Bronze                            |
| Laura Stephens · Grã-Bretanha | Helena Rosendahl Bach · Dinamarca | Lana Pudar · Bósnia e Herzegovina |

## Resultados

### Eliminatórias
Esses foram os resultados das eliminatórias. A prova foi realizada no dia 14 de fevereiro com início às 10:34.
| Pos. | Bateria | Raia | Nadadora              | Nacionalidade        | Tempo   | Notas |
| ---- | ------- | ---- | --------------------- | -------------------- | ------- | ----- |
| 1    | 1       | 4    | Helena Rosendahl Bach | Dinamarca            | 2:09.21 | Q     |
| 2    | 2       | 4    | Laura Stephens        | Grã-Bretanha         | 2:09.31 | Q     |
| 3    | 1       | 5    | Ma Yonghui            | China                | 2:09.50 | Q     |
| 4    | 3       | 6    | Rachel Klinker        | Estados Unidos       | 2:09.85 | Q     |
| 5    | 3       | 5    | Boglárka Kapás        | Hungria              | 2:09.99 | Q     |
| 6    | 2       | 3    | Park Su-jin           | Coreia do Sul        | 2:10.28 | Q     |
| 7    | 2       | 5    | Dalma Sebestyén       | Hungria              | 2:10.34 | Q     |
| 8    | 3       | 4    | Lana Pudar            | Bósnia e Herzegovina | 2:11.05 | Q     |
| 9    | 3       | 3    | María José Mata       | México               | 2:11.08 | Q     |
| 10   | 2       | 6    | Anja Crevar           | Sérvia               | 2:11.63 | Q     |
| 11   | 2       | 2    | Amina Kajtaz          | Croácia              | 2:11.78 | Q     |
| 12   | 1       | 6    | Quah Jing Wen         | Singapura            | 2:11.86 | Q     |
| 13   | 3       | 2    | Kamonchanok Kwanmuang | Tailândia            | 2:11.97 | Q     |
| 14   | 2       | 1    | Laura Lahtinen        | Finlândia            | 2:12.06 | Q     |
| 15   | 1       | 3    | Georgia Damasioti     | Grécia               | 2:12.09 | Q     |
| 16   | 3       | 7    | Mariana Pacheco       | Portugal             | 2:12.59 | Q     |
| 17   | 1       | 1    | Zuzanna Famulok       | Polónia              | 2:13.20 |       |
| 18   | 3       | 1    | Mok Sze Ki            | Hong Kong            | 2:13.76 |       |
| 19   | 2       | 7    | Paula Juste Sánchez   | Espanha              | 2:14.25 |       |
| 20   | 1       | 2    | Ella Jansen           | Canadá               | 2:14.77 |       |
| 21   | 3       | 0    | Julimar Ávila         | Honduras             | 2:16.32 |       |
| 22   | 3       | 8    | Ana Nizharadze        | Geórgia              | 2:22.35 |       |
| 23   | 2       | 0    | Inana Soleman         | Síria                | 2:23.21 |       |
| 24   | 2       | 8    | Lia Ana Lima          | Angola               | 2:23.83 |       |
| 25   | 1       | 8    | Amaya Bollinger       | Guam                 | 2:38.33 |       |
| –    | 1       | 7    | Maria Fernanda Costa  | Brasil               | DNS     | DNS   |

### Semifinais
Esses foram os resultados das semifinais. A prova foi realizada no dia 14 de fevereiro com início às 20:16.
| Pos. | Bateria | Raia | Nadadora              | Nacionalidade        | Tempo   | Notas |
| ---- | ------- | ---- | --------------------- | -------------------- | ------- | ----- |
| 1    | 2       | 4    | Helena Rosendahl Bach | Dinamarca            | 2:07.45 | Q     |
| 2    | 1       | 5    | Rachel Klinker        | Estados Unidos       | 2:07.70 | Q     |
| 3    | 1       | 4    | Laura Stephens        | Grã-Bretanha         | 2:07.97 | Q     |
| 4    | 2       | 3    | Boglárka Kapás        | Hungria              | 2:08.48 | Q     |
| 5    | 2       | 5    | Ma Yonghui            | China                | 2:08.73 | Q     |
| 6    | 2       | 6    | Dalma Sebestyén       | Hungria              | 2:09.14 | Q     |
| 7    | 1       | 3    | Park Su-jin           | Coreia do Sul        | 2:09.22 | Q     |
| 8    | 1       | 6    | Lana Pudar            | Bósnia e Herzegovina | 2:09.42 | Q     |
| 9    | 1       | 2    | Anja Crevar           | Sérvia               | 2:10.23 |       |
| 10   | 1       | 7    | Quah Jing Wen         | Singapura            | 2:10.31 |       |
| 11   | 2       | 2    | María José Mata       | México               | 2:11.17 |       |
| 12   | 2       | 1    | Kamonchanok Kwanmuang | Tailândia            | 2:12.14 |       |
| 13   | 1       | 8    | Mariana Pacheco       | Portugal             | 2:12.52 |       |
| 14   | 2       | 8    | Georgia Damasioti     | Grécia               | 2:13.07 |       |
| 15   | 2       | 7    | Amina Kajtaz          | Croácia              | 2:13.14 |       |
| 16   | 1       | 1    | Laura Lahtinen        | Finlândia            | 2:14.12 |       |

### Final
A final foi realizada em 15 de fevereiro às 19:02.
| Pos.              | Raia | Nadadora              | Nacionalidade        | Tempo   | Notas |
| ----------------- | ---- | --------------------- | -------------------- | ------- | ----- |
| Medalha de ouro   | 3    | Laura Stephens        | Grã-Bretanha         | 2:07.35 |       |
| Medalha de prata  | 4    | Helena Rosendahl Bach | Dinamarca            | 2:07.44 |       |
| Medalha de bronze | 8    | Lana Pudar            | Bósnia e Herzegovina | 2:07.92 |       |
| 4                 | 5    | Rachel Klinker        | Estados Unidos       | 2:08.19 |       |
| 5                 | 2    | Ma Yonghui            | China                | 2:08.77 |       |
| 6                 | 6    | Boglárka Kapás        | Hungria              | 2:08.81 |       |
| 7                 | 7    | Dalma Sebestyén       | Hungria              | 2:09.80 |       |
| 8                 | 1    | Park Su-jin           | Coreia do Sul        | 2:10.09 |       |

Legenda
| Recorde mundial       | Recorde mundial (World record)               |                       | Recorde africano                      | Recorde africano (African) |                                           | Q | Classificado por posição (Qualified) |
| Recorde do campeonato | Recorde do campeonato (Championship record)  | Recorde da América    | Recorde da América (Americas)         | q                          | Classificado por melhor tempo (Qualified) |   |                                      |
| Melhor marca do ano   | Melhor marca do ano (World leading)          | Recorde asiático      | Recorde asiático (Asian)              | DNS                        | Não largou (Did not start)                |   |                                      |
| Recorde nacional      | Recorde nacional (National record)           | Recorde europeu       | Recorde europeu (European)            | DNF                        | Não terminou (Did not finish)             |   |                                      |
| Recorde pessoal       | Recorde pessoal do atleta (Personal best)    | Recorde da Oceania    | Recorde da Oceania (Oceania)          | DSQ / DQ                   | Desclassificado (Disqualified)            |   |                                      |
| Recorde da temporada  | Recorde da temporada do atleta (Season best) | Recorde sul-americano | Recorde sul-americano (South America) | NM                         | Sem marca (No mark)                       |   |                                      |